# COB (groupe)
Pour les articles homonymes, voir COB.
COB est un groupe de rock britannique formé par Clive Palmer, ancien membre du groupe Incredible String Band.
Ce groupe, souvent négligé autrefois est devenu un groupe mythique dans l'acid-folk.[réf. souhaitée] Il n'a publié qu'un LP, Spirit of Love en 1971, et un CD[pas clair] Moyshe McStiff and the Tartan Lancers of the Sacred Heart en 1972 ; celui-ci reste une pièce de collection à posséder d'après de nombreuses critiques[évasif] ; cet album arrivait à retranscrire plusieurs émotions.[pas clair]
En 1974 le groupe a sorti un EP sous le nom de Blue Morning/Bones, se rapprochant plus du style reggae.
COB est l'acronyme de Clive's Original Band.

## Discographie
- Spirit of Love (LP, 1971), Tapestry Records (Liechtenstein)

- Moyshe McStiff and the Tartan Lancers of the Sacred Heart (CD, 1972), Sunbeam Records (Angleterre)

- Blue Morning/Bones (EP, 1974)

## Membres
- Clive Palmer
- Mick Bennett
- John Bidwell